# Pokój
Pokój (deutsch Carlsruhe O/S, auch Bad Carlsruhe, schlesisch Coarlsruhe, schlonsakisch Pokůj) ist eine Ortschaft in Oberschlesien. Der Ort ist Sitz der gleichnamigen Landgemeinde im Powiat Namysłowski der Woiwodschaft Oppeln in Polen.
Carlsruhe war von 1850 bis 1945 ein beliebtes Kurbad in Schlesien.

## Geographie

### Geographische Lage
Pokój liegt zentral gelegen in der Woiwodschaft Opole. Die Woiwodschaftshauptstadt Oppeln liegt ca. 31 Kilometer südlich von Pokój. Die Kreisstadt Namysłów (Namslau) liegt 23 Kilometer in nordwestlicher Richtung. Durch den Ort verläuft die Woiwodschaftsstraße Droga wojewódzka 454.
Pokój liegt mitten im Landschaftsschutzgebiet Stobrawa (Stobrawski Park Krajobrazowy).

### Nachbarorte
Nachbarorte von Pokój sind im Norden Zieleniec (Gründorf), im Südosten Krzywa Góra (Blumenthal) und im Südwesten Kuźnica Katowska (Alt Hammer).

## Geschichte

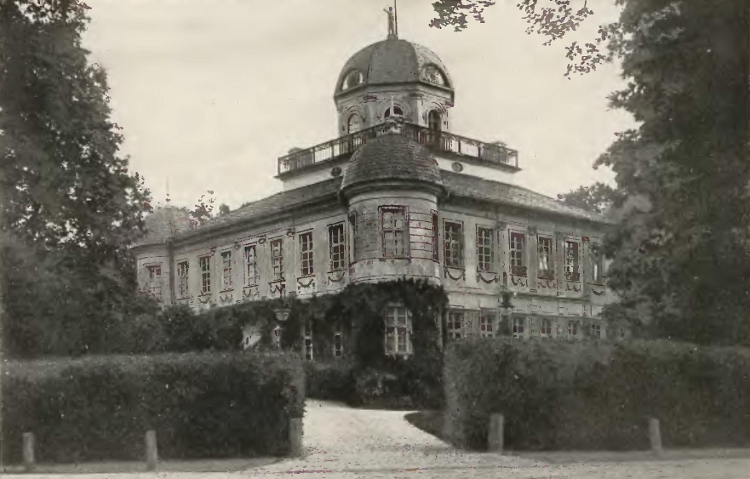
Schloss Carlsruhe – 1945 zerstört

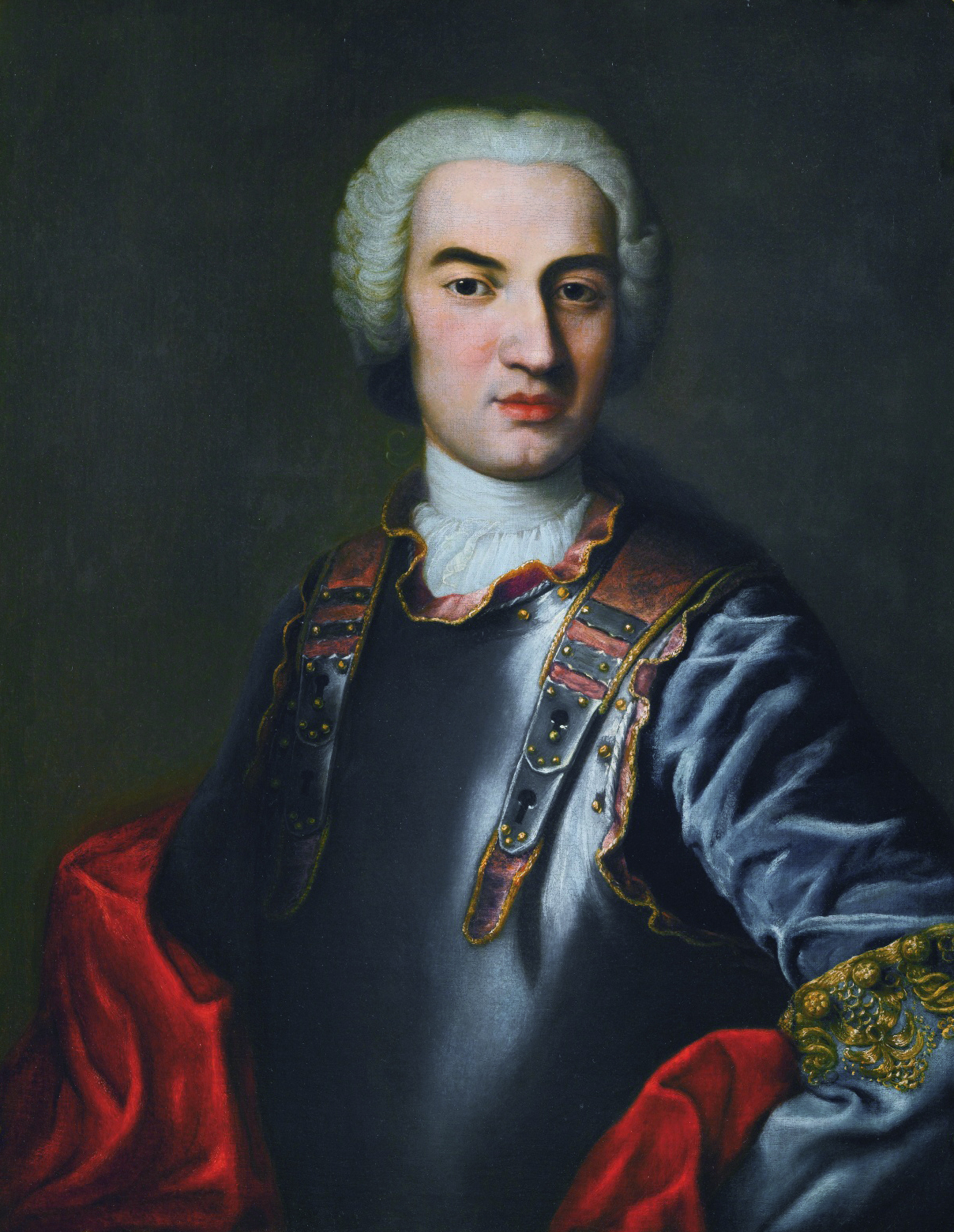
Carl Christian Erdmann von Württemberg-Oels (1716–1792)

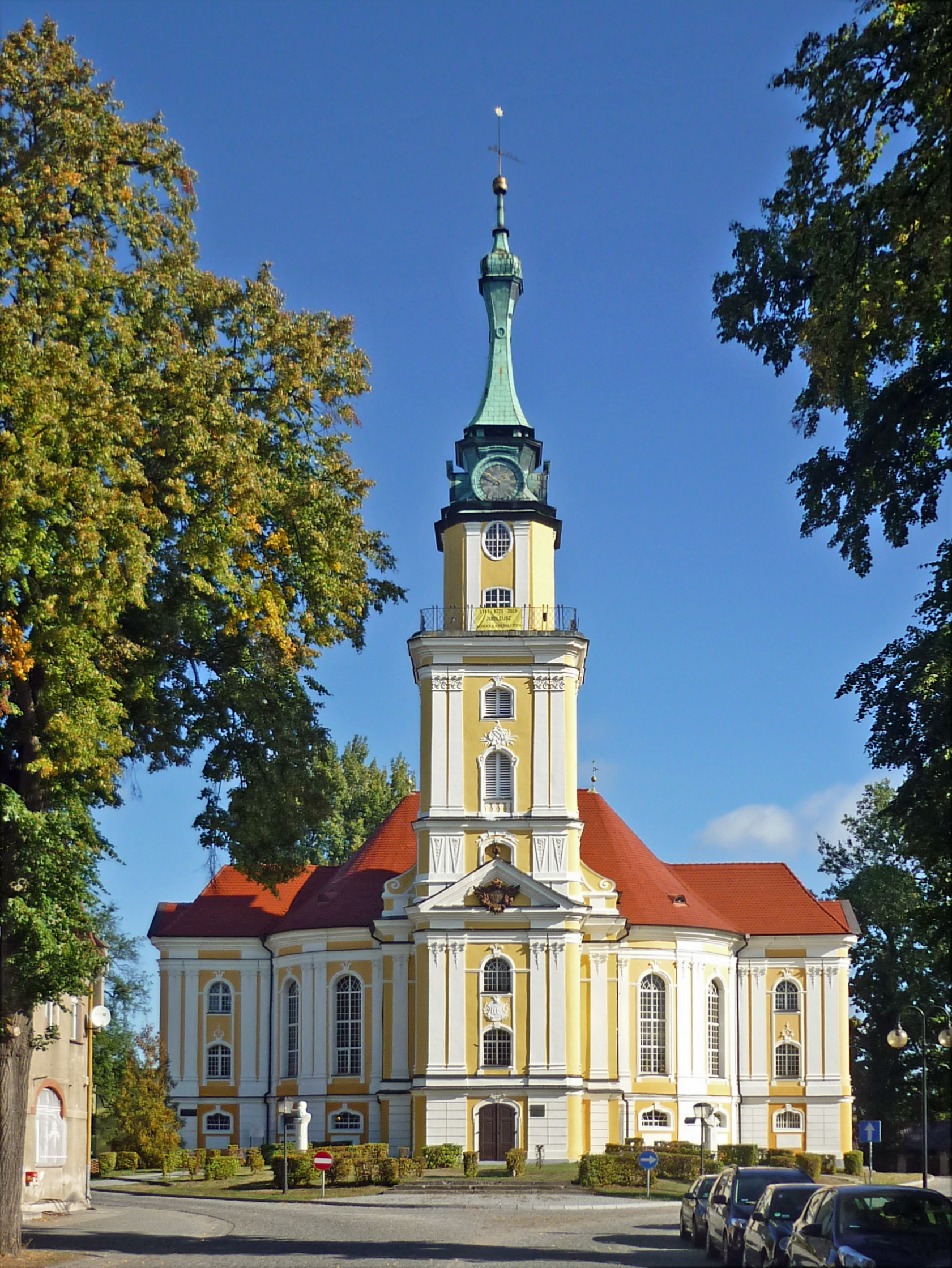
Evangelische Sophienkirche

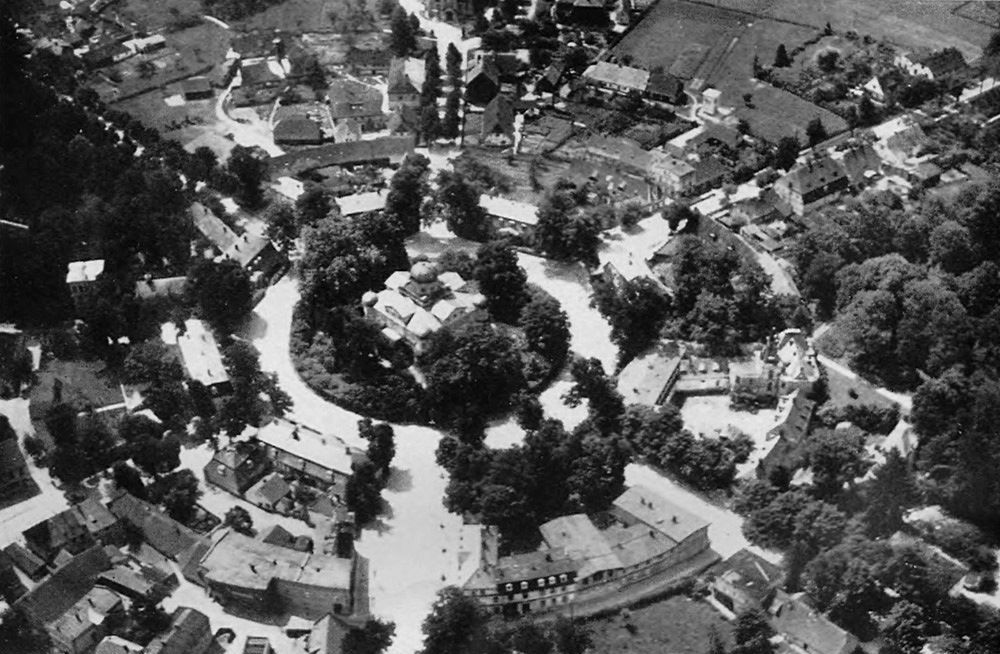
Luftbild von Carlsruhe, ca. 1930. Gut zu erkennen ist die Struktur des Ortes mit dem Schlossplatz, dem Schloss in der Mitte und den acht Alleen.

### Vorgeschichte und Stadtgründung
Das heutige Gebiet der Stadt Pokój war noch bis in die Mitte des 18. Jahrhunderts von einem dichten Fichten- und Kiefernwald bedeckt. Dieser gehörte zu den beiden Dörfern Krogulna und Gründorf, welche wiederum Güter des Grafen von Redern waren. Lediglich ein hölzernes Jagdhaus war in dieser Gegend vorzufinden. Durch Erbschaft gingen diese Güter an den Herzog Carl Christian Erdmann von Württemberg-Oels über. Als Jagdliebhaber kam er öfters in diese Gegend. Der Sage nach soll er bei einer Jagd eingeschlafen sein und im Schlaf von der Gründung einer Stadt an dieser Stelle geträumt haben. An dieses Ereignis erinnerte bis 1945 das Denkmal Erdmannsstern.
1747/48 legte Herzog Carl Christian Erdmann von Württemberg-Oels auf dem Areal einen Tiergarten an, der mit einem Zaun versehen wurde. Daraufhin ließ er Soldaten in diesem Gebiet acht Alleen in den Wald schlagen, die sich in einem Stern im heutigen Zentrum von Pokój treffen (heute: rondo Jana Pawła II). Als stadtplanerisches Beispiel für den Ausbau der Siedlung diente das badische Karlsruhe. An der Schnittstelle der acht Achsen, dem Schlossplatz, ließ er am 18. März 1749 den Grundstein für ein neues Jagdschloss legen, das bereits ein Jahr später, am 3. April 1750, eingeweiht werden konnte. Doch im Oktober 1751 brannte dieser Bau ab. Der Bau eines neuen Schlosses wurde im Frühjahr 1752 begonnen. In den darauffolgenden Jahren entstanden um den Stern herum erste Wohnhäuser, Ställe und eine Branntweinbrennerei. Zwischen 1754 und 1760 entstanden die ersten Teiche rund um Carlsruhe wie der Hirsch-, Sophien- oder Marienteich. 1760 wurde im Ort die erste Schule eingerichtet. Ab 1763 wurden die ersten Handwerker in Carlsruhe angesiedelt. Zwischen 1765 und 1775 wurde die evangelische Sophienkirche erbaut. Ab 1780 begann die Anlage des südlich des Schlosses befindlichen Parks im Stil eines Englischen Gartens.
1792 verstarb der Herzog und wurde in der Gruft der Sophienkirche beerdigt. Carlsruhe ging an seinen Neffen Herzog Eugen Friedrich Heinrich von Württemberg über. Im Jahr 1793 erfolgte die Verlegung des Residenzsitzes der Fürsten von Oels-Bernstadt aus Oels nach Carlsruhe. 1797 entstand die erste katholische Kirche im Ort. 1798 brannte das herzogliche Schloss ein weiteres Mal ab und wurde daraufhin in der Gestalt, die bis 1945 bestand, wieder aufgebaut.

### Carlsruhe im 19. Jahrhundert
Mitte 1806 bis Anfang 1807 war Carl Maria von Weber in Carlsruhe zu Gast bei Herzog Eugen Friedrich Heinrich von Württemberg und komponierte dort u. a. seine beiden Symphonien. Nach der Neuorganisation der Provinz Schlesien gehörte die Landgemeinde Carlsruhe ab 1816 zum Landkreis Oppeln im Regierungsbezirk Oppeln. Ab 1817 war Carlsruhe auch Marktort. 1845 bestanden im Ort eine katholische Kirche, eine evangelische Kirche, ein Schloss, eine evangelische Schule, eine katholische Schule, eine Oberförsterei, ein Wochenmarkt, eine Brennerei, eine Siederei, eine Windmühle, zwei Vorwerke (Schwedenvorwerk und Christianshof) sowie 186 Häuser. Im gleichen Jahr lebten in Carlsruhe 2069 Menschen, davon 1395 evangelisch und 96 jüdisch.  1850 ließ Sanitätsrat Dr. Freund in Carlsruhe eine erste Badeanstalt bauen und hier Kiefernadelbäder gegen rheumatische Leiden anbieten. Ab diesem Zeitpunkt entwickelte sich Carlsruhe zu einem beliebten Kurbad und wurde daher auch als Bad Carlsruhe bezeichnet. 1862 wurde die Carlsruher Synagoge gebaut. 1889 erhielt Carlsruhe Anschluss an die Eisenbahnstrecke zwischen Oppeln und Namslau. Im gleichen Jahr wurde eine Heilquelle Charlotta im Ort entdeckt.

### Carlsruhe im 20. Jahrhundert
1905 zählte Carlsruhe 2543 Einwohner. 1909 wurde die neue katholische Kirche geweiht.
Bei der Volksabstimmung in Oberschlesien am 20. März 1921 stimmten 1977 Wahlberechtigte für einen Verbleib bei Deutschland und 25 für Polen. In der Reichspogromnacht 1938 wurde die Synagoge in Bad Carlsruhe zerstört. Bis 1945 befand sich Bad Carlsruhe im Landkreis Oppeln.
Am 21. Januar 1945 nahmen Truppen der Roten Armee den Ort ein und plünderten ihn. Die sowjetischen Soldaten steckten fast alle Gebäude in Brand, wodurch am Ende 80 Prozent des Ortes vernichtet waren. Neben dem Schloss wurden alle direkt am Stern befindlichen Häuser zerstört. Lediglich die beiden Kirchen im Ort blieben fast unversehrt stehen. Im März 1945 unterstellte die Rote Armee Carlsruhe der Verwaltung der Volksrepublik Polen. Es wurde in Pokój umbenannt und der Woiwodschaft Schlesien angeschlossen. Infolge der Flucht und Vertreibung der Deutschen und der Besiedlung mit Polen fand nach 1945 ein Bevölkerungsaustausch statt. Die Ruine des Schlosses wurde komplett abgetragen, der Kurbetrieb eingestellt. 1950 kam der Ort zur Woiwodschaft Oppeln. 1999 kam Pokój in den Powiat Namysłowski.

### Bevölkerungsentwicklung
| Jahr          | 1763 | 1787 | 1845 | 1861 | 1898 | 1917 | 1925 | 1933 | 1939 |
| ------------- | ---- | ---- | ---- | ---- | ---- | ---- | ---- | ---- | ---- |
| Einwohnerzahl | 13   | 551  | 2067 | 2364 | 2121 | 2113 | 2245 | 2711 | 2640 |

## Sehenswürdigkeiten

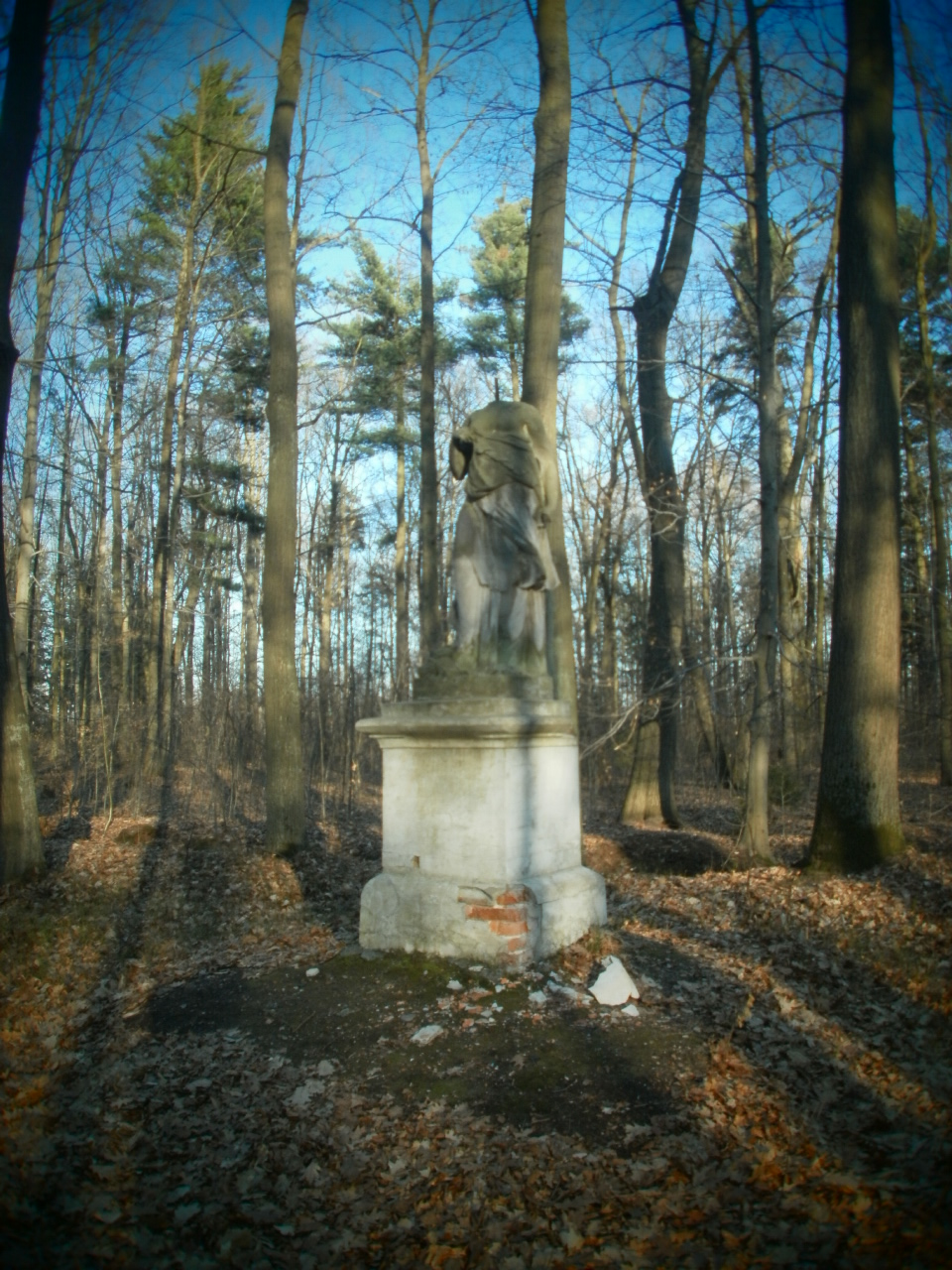
Zerstörte Statue im Schlosspark

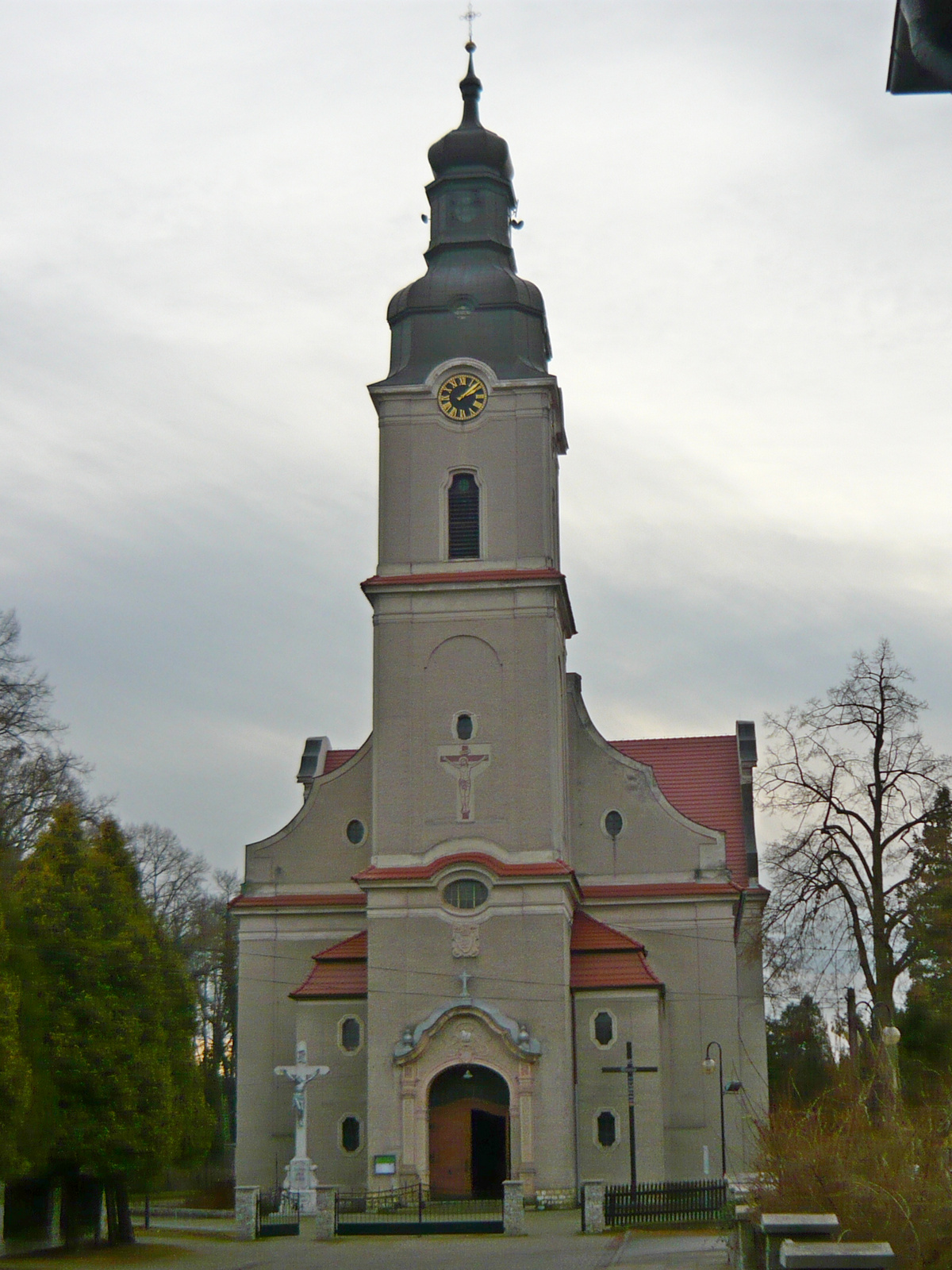
Neobarocke römisch-katholische Kirche

### Sophienkirche
Die evangelische Sophienkirche befindet sich im Nordosten des Ortes. Der Bau wurde am 8. August 1765 geweiht.

### Schlosspark
Die 1780 begonnene Anlage des Schlossparks wurde in den folgenden Jahrzehnten teils im Stil Englischer und Französischer Gärten fortgeführt. Zahlreiche Denkmale und Skulpturen wurden inzwischen zerstört, sämtlichen Skulpturen der Kopf abgeschlagen bzw. Symbole und Inschriften entfernt. Zu den teils verloren gegangenen Sehenswürdigkeiten im Park zählen das Denkmal für Eugen von Württemberg (1788–1857), ein der Herzogin Alexandrine Mathilde von Württemberg gewidmeter Findlingsblock, das Medaillon mit dem Porträt der Herzogin und die Inschrift "Die dankbaren Carlsruher", das Denkmal für Carl Maria von Weber.

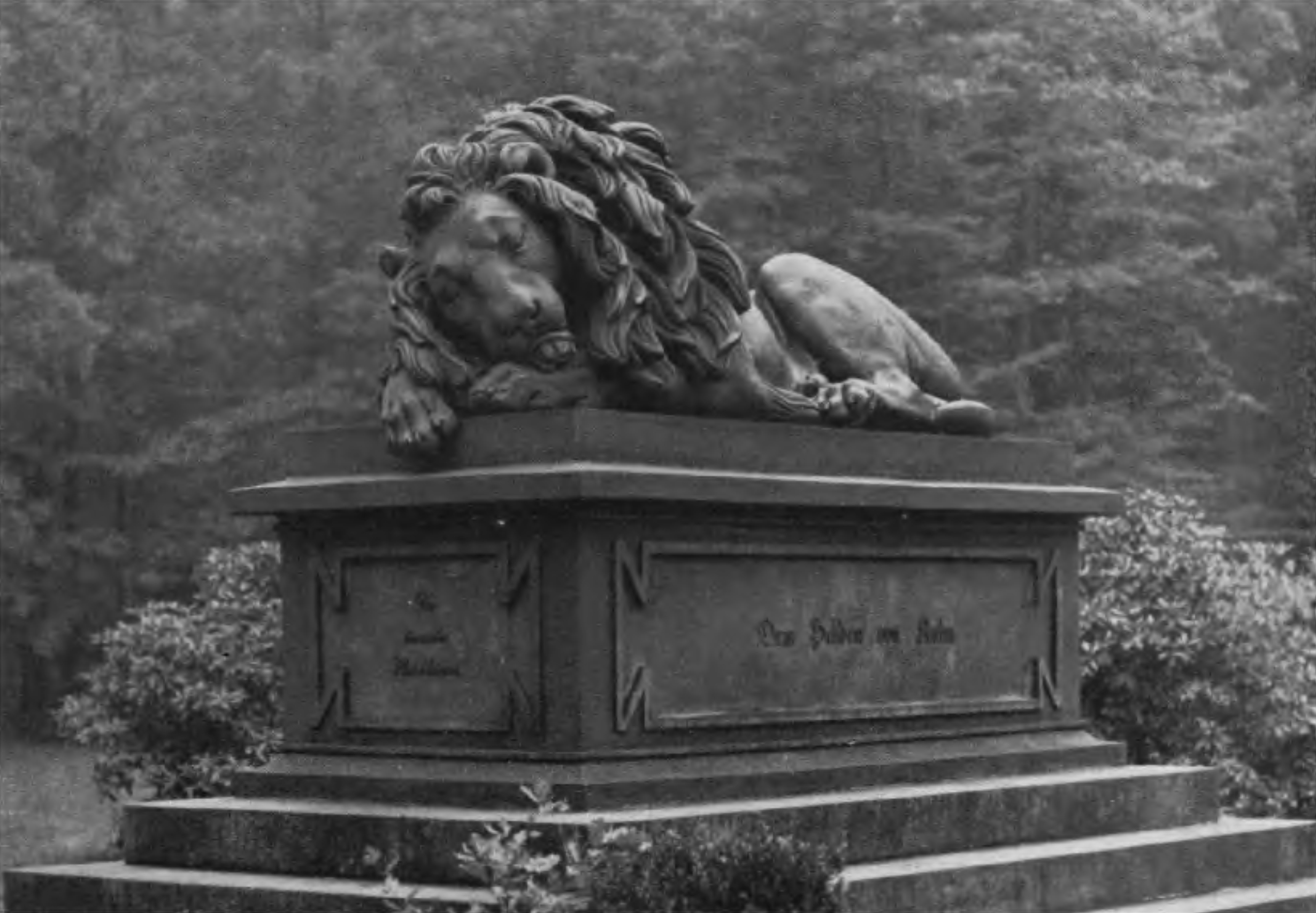
Denkmal für Eugen von Württemberg (1788–1857)

Dessen Säule mit der Büste von Webers und die Tafel fehlen. Der Frauenskulptur wurden der Arm mit Kranz und der Kopf abgeschlagen. Verloren gingen auch die Künstliche Ruine, der Mathilden-Tempel sowie das Siegesdenkmal, dessen Adler fehlt. Eine Rekonstruktion hat begonnen.

### Weitere Sehenswürdigkeiten
- Die neobarocke römisch-katholische Kreuzerhöhungskirche wurde am 18. Juli 1908 geweiht. Zuvor existierte bereits eine hölzerne Kirche im Ort, die 1797 geweiht wurde.
- Büste von Carl Maria von Weber, 2010 rechts vor der Sophienkirche aufgestellt
- Büste von Ferdinand Freiherr von Richthofen, 2012 links vor der Sophienkirche aufgestellt

## Kultur

### Veranstaltungen
- Carl-Maria-von-Weber-Festival

## Persönlichkeiten

### Söhne und Töchter des Ortes
- Paul Wilhelm von Württemberg (1797–1860), deutscher Naturforscher und Entdecker
- Maria Dorothea von Württemberg (1797–1855), durch Heirat Erzherzogin von Österreich und Palatinissa von Ungarn
- Rudolf Sylvius Neumann (1805–1881), preußischer General
- Julius Gustav Adolf Klotz (1812–1892), preußischer Generalleutnant und Inspekteur
- Georg Otto Hermann Klotz (1818–1878), preußischer Generalleutnant
- Marie von Württemberg (1818–1888), paragierte Landgräfin von Hessen-Philippsthal
- Eugen Erdmann von Württemberg (1820–1875), preußischer General der Kavallerie
- Wilhelm von Württemberg (1828–1896), österreichischer und württembergischer General
- Alexandrine Mathilde von Württemberg (1829–1913), Äbtissin des Damenstiftes in Oberstenfeld
- Gertrud von Richthofen (1831–1890), Schriftstellerin
- Nikolaus von Württemberg (1833–1903), Offizier im Dienste des Kaisertums Österreich
- Ferdinand Freiherr von Richthofen (1833–1905), deutscher Geograph und Kartograph
- Agnes von Württemberg (1835–1886) Schriftstellerin, durch Heirat Fürstin von Reuß jüngere Linie
- Eugen Hanetzog (1860–1921), deutscher Historien-, Genremaler und Illustrator
- Carl Richard Gneist (1868–1939), deutscher Diplomat
- Siegfried Translateur (1875–1944), Komponist
- Johannes Winkler (1897–1947), deutscher Raumfahrtingenieur
- Gerhard Maywald (1913–1998), deutscher SS-Obersturmführer
- Hans Friedrich (1917–1998), deutscher Politiker (FDP)
- Joachim Czichon (* 1952), deutscher Maler und Bildhauer

### Persönlichkeiten, die im Ort gewirkt haben
- Friedrich Albert von Schwerin (1717–1789), preußischer Generalmajor, Oberstallmeister und Geheimer Etatsminister, starb in Carlsruhe
- Carl Ditters von Dittersdorf (1739–1799), österreichischer Komponist und Violinvirtuose, Kapellmeister in Oels und Carlsruhe
- Friedrich Wilhelm Heinrich von Decker (1744–1828), preußischer Offizier, verstarb in Carlsruhe
- Eugen Friedrich Heinrich von Württemberg (1758–1822), herzoglicher Prinz, Herrscher in Carlsruhe
- Carl Maria von Weber (1786–1826), deutscher Komponist, Dirigent und Pianist, 1807 in Carlsruhe
- Eugen von Württemberg (1788–1857), Prinz sowie Titularherzog von Württemberg, lebte und verstarb in Carlsruhe
- Wilhelm Eugen von Württemberg (1846–1877), Stabsoffizier, wuchs in Carlsruhe auf
- Max Glauer (1867–1935), deutscher und schlesischer Fotograf, verbrachte seine Kindheit in Carlsruhe
- Gottfried von Freier (1869–1910), württembergischer Kammerherr, Schlosshauptmann von Carlsruhe
- Max Fleischmann (1872–1943), deutscher Völkerrechtler und Professor, Staatsbeamter am Amtsgericht Carlsruhe
- Albrecht Eugen von Württemberg (1895–1954), Offizier und Prinz des königlichen Hauses Württemberg, Besitzer der Herrschaft Carlsruhe

## Gemeinde
Die Landgemeinde (gmina wiejska) Pokój gliedert sich in eine Reihe von Dörfern mit Schulzenämtern (sołectwa).